# Kabusecha
Le thé Kabuse, ou kabusecha (かぶせ茶)  est une classe de feuilles de thé japonais. Kabuseru (かぶせる)  signifie littéralement « recouvrir » ou « poser un chapeau sur la tête ». Il est donc fait de feuilles de thé récoltées d'un théier qui, pendant une période allant de 2 à 25 jours, a eu une matière poreuse étendue sur la plante pendant la production des jeunes feuilles. C'est presque exclusivement un thé de première poussée. Bien que le thé kabuse est généralement transformé en thé vert après la cueillette, le terme désigne spécifiquement le processus d'avant cueillette, et les feuilles fraîchement cueillies peuvent être utilisées pour produire tout type de thé, du thé vert au thé Oolong et au thé noir etc..

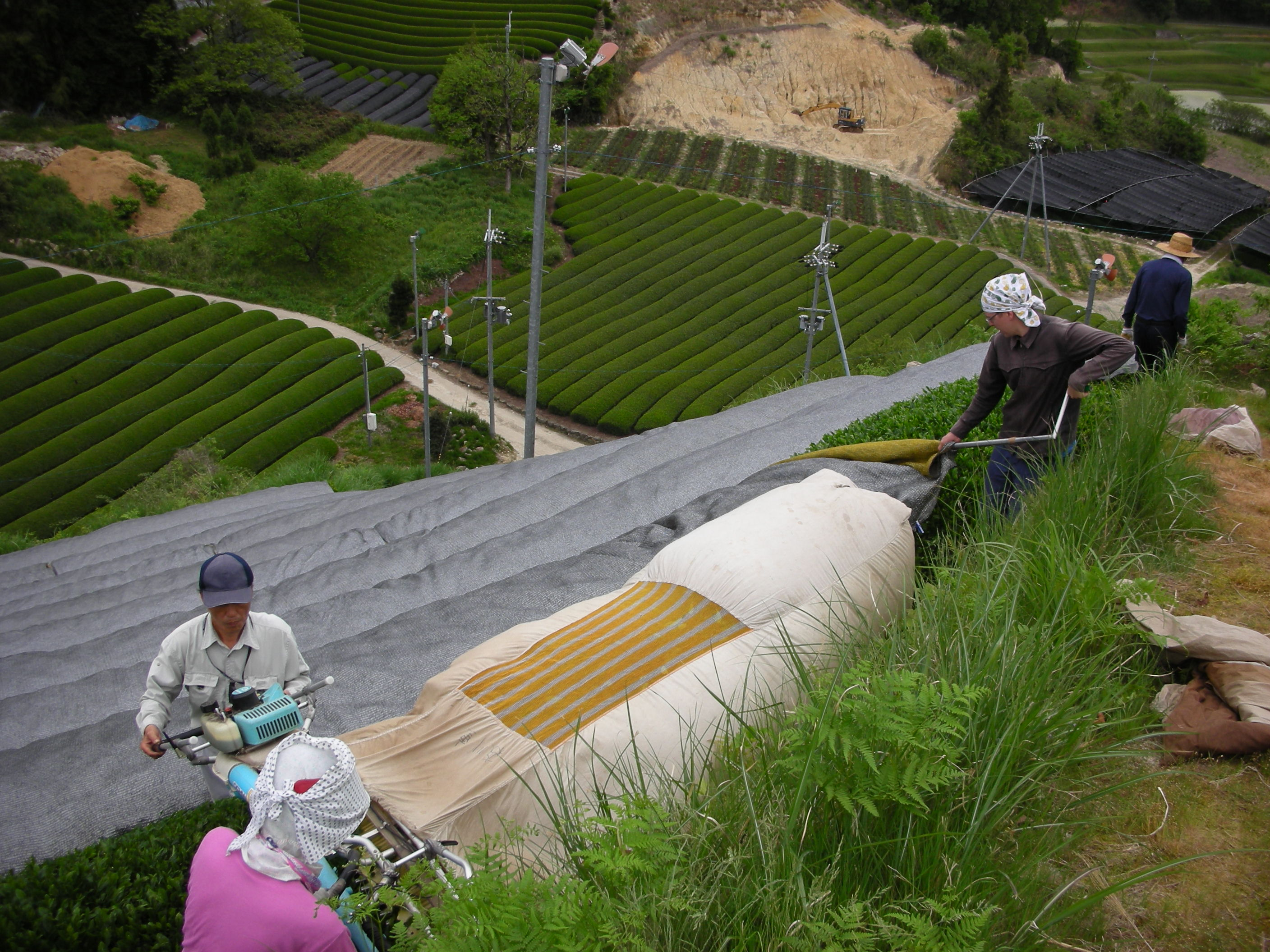
Retrait de la couverture avant la récolte des feuilles de kabusecha.

## Caractéristiques
Les feuilles de thé Kabuse sont utilisées pour produire l’un des trois thés verts japonais les plus chers (les deux autres sont le gyokuro et le tencha employé pour fabriquer le matcha). Ces thés sont fabriqués à partir de feuilles cueillies à la main et cultivées à l'ombre. Les feuilles cultivées à l'ombre produisent un thé vert de qualité supérieure - ooika est le terme japonais utilisé pour désigner «l'arôme couvert» de ces thés, riches en théanine et en autres acides aminés qui contribuent à leur saveur distinctive. Kabuse est ombragé moins longtemps que le gyokuro - on l'appelle parfois un sencha cultivé à l'ombre. Des études ont révélé une différence considérable entre les huiles essentielles de kabuse-cha et de sencha à base de feuilles cultivées en plein champ. Kawakami et Yamanishi ont découvert que le kabuse-cha contenait de grandes quantités d'Ionone, composés de la série des ionones.
Le processus de thé kabuse a été créé pour imiter l'effet d'ombrage du processus de thé tanakake utilisé dans la culture du tencha, qui est à son tour la base du matcha. Le terme thé kabuse est utilisé à des fins de marketing pour un thé vert de qualité supérieure à la moyenne. Le processus de couverture est pénible pour la plante et peut causer des dommages ou des maladies s’il n’est pas appliqué et entretenu correctement[réf. nécessaire].